# 김완 (1577년)
김완(金完, 1577년 ~ 1635년)은 조선 중기의 무신이다. 자는 자구(子具), 시호는 양무(襄武), 본관은 김해이다.

## 생애
조선 선조 10년(1577년) 전라남도 영암군 서호면 몽해리 구음평에서 이성현감 김극조(金克祧)와 천안 전씨(天安 全氏)의 아들로 태어났다. 어머니 천안 전씨는 호랑이가 달려들고, 바닷물이 치마폭으로 몰려드는 꿈을 꾼뒤 김완을 낳았다고 한다. 
어려서 아버지 김극조는 기축옥사(己丑獄事)에 한덕수(韓德修)의 무고로 옥사하는 불운이 닥쳤다.
아버지 김극조의 장례를 치르면서 상여 길을 가로막던 호랑이 입에서 뼛조각을 꺼내주었고, 호랑이가 옷자락을 물고 인도하는 곳으로 따라가서 아버지를 모셨다.
정유재란 중 전라병사 이복남의 휘하로 들어가 용맹을 떨쳤다. 1597년 무과에 급제하고 경상방어사 고언백의 막하로 들어가 임기를 마치고 돌아오던 중 일본군을 만나 이를 무찔러 전공을 세웠다.
무과에 급제하여 경상방어사의 진에 속해 있다가 전라병사 이광악을 따라 남원대첩에서 큰 공을 세웠으며, 아버지를 무고하게 옥사시켰던 한덕수를 죽이려다가 실패했다. 이후 모포 만호, 남원 판관 등을 거치고 한양에서 한덕수를 찾아 죽이려 했으나 실패하고 체포되어 수년간 투옥되었다.
1615년 관무재(觀武才)에 급제하고 고산리첨사(高山里僉使)를 거쳐 창성방어사에 이르렀다. 1624년 이괄의 난 중 도원수 장만을 도와 반란을 평정하여 진무공신에 책록되고 학성군(鶴城君)에 봉해졌다.
이후 구성부사, 부총관, 전라우수사, 훈련원도정, 황해도병마절도사 등을 지냈고 사후 병조판서에 추증되었다.
아들 김여수(金汝水)는 변방 오랑캐를 잘 다스려 함경북도 병마절도사로서 ‘해성군(海城君)’에, 손자 김세기(金世器)는 임금으로부터 명궁임을 인정받아 함경남도 병마절도사로서 ‘학림군(鶴林君)’에 봉해졌다.

## 가족 관계
- 증조부 : 김한성(金漢城)
- 중조모 : 밀양 김씨(密陽 金氏)
- 조부 : 김사종(金嗣宗)
- 조모 : 나주 임씨(羅州 林氏)
  - 백부 : 김극희(金克禧)
    - 사촌 : 김함(金涵)

  - 아버지 : 김극조(金克祧)
  - 어머니 : 천안 전씨(天安 全氏)
    - 아우 : 김우(金宇)
      - 조카 : 김여옥(金汝沃)
      - 조카 : 김여준(金汝峻)

    - 아우 : 김관(金寬)
    - 아우 : 김선(金宣)
    - 누이 : 이천 서씨 서희효(徐希孝)에게 출가
    - 초배 : 영암 최씨(靈巖 崔氏) - 최복겸(崔復謙)의 딸
      - 장남 : 김여수(金汝水)
      - 자부 : 이천 서씨(利川 徐氏) - 서희충(徐希忠)의 딸
        - 손자 : 김세기(金世器)
        - 손녀 : 김익휘(金益輝)에게 출가
        - 서손 : 김세중(金世重)
        - 서손 : 김세흥(金世興)
        - 서손 : 김세량(金世亮)
        - 서손 : 김세명(金世鳴)
        - 서손 : 김세평(金世平)
        - 서손 : 김세익(金世益)
        - 서손녀 : 고산 김씨 김연석(金衍錫)에가 출가
        - 서손녀 : 나주 나씨 나욱(羅旭)에게 출가
        - 서손녀 : 전주 이씨 이중신(李重信)에게 출가
        - 서손녀 : 전주 이씨 인평대군(麟平大君)에게 출가

    - 후배 : 청송 심씨(靑松沈氏) - 심언겸(沈彦謙)의 딸
      - 차남 : 김여하(金汝河)
      - 서자 : 김여해(金汝海) - 측실의 소생
      - 서녀 : 진주 유씨 유흘연(柳屹然)에게 출가

## 관련 문화재
- 양무종택
- 구고사
- 운호사
- 김완초상 - 보물 제1305호